# Jacques-Louis Dumesnil
Pour les articles homonymes, voir Dumesnil.
Jacques Fernand Louis Dumesnil, né le 15 mars 1882 à Paris (Seine) et mort le 15 juin 1956 dans la même commune, est un homme politique français, député puis sénateur, ainsi que plusieurs fois ministre ou secrétaire d’État.

## Biographie

### Origines
Issu d'une vieille famille de brasseurs parisiens, Jacques Fernand Louis Dumesnil naît le 15 mars 1882 dans le 10e arrondissement de Paris.

### Carrière politique
Journaliste puis avocat à la cour de Paris, il est élu à 25 ans conseiller général de Seine-et-Marne, puis à 28 ans député radical de Seine-et-Marne en 1910. Il est réélu en 1914 et le reste jusqu'en 1935.
Mobilisé avec le grade de sous-lieutenant, promu au cours de la campagne lieutenant, puis capitaine, blessé à la première bataille de la Marne, il est décoré de la Légion d'honneur et de la croix de guerre.
Dès son premier mandat de député, il est membre de la commission de législation fiscale et de celle des mines. En 1914, il est élu membre de la commission du budget où il est d'abord rapporteur du budget des postes et télégraphes, puis de celui de la guerre. Il s'attache alors à l'accroissement des armements de l'infanterie. Il est ensuite nommé rapporteur du budget de l'aéronautique. Jacques-Louis Dumesnil fut aussi le rapporteur de deux grandes lois qu'il fit voter : le dégrèvement de la terre et l'impôt sur le revenu.

#### Autres fonctions politiques
En complément de ses fonctions de député, Jacques-Louis Dumesnil a successivement occupé les postes suivants :
- sous-secrétaire d'État à la Marine du 10 août au 12 septembre 1917 dans le gouvernement Alexandre Ribot (5) ;
- sous-secrétaire d'État à l'Aéronautique militaire et maritime du 12 septembre 1917 au 9 janvier 1919 dans les gouvernements Paul Painlevé (1) et Georges Clemenceau (2) ;
- ministre de la Marine du 14 juin 1924 au 17 avril 1925 dans le gouvernement Édouard Herriot (1) ;
- sous-secrétaire d'État à la Guerre du 19 au 23 juillet 1926 dans le gouvernement Édouard Herriot (2) ;
- ministre de la Marine du 2 mars au 13 décembre 1930 dans le gouvernement André Tardieu (2) ;
- ministre de l'Air du 27 janvier 1931 au 20 février 1932 dans les gouvernements Pierre Laval (1), Pierre Laval (2) et Pierre Laval (3), poste auquel il assiste au dénouement de l'affaire de l'Aéropostale[4] ;
- sénateur de Seine-et-Marne de 1935 à 1940.

### Vie personnelle
Jacques Fernand Louis Dumesnil épouse Marcelle Marthe Ollendorf le 27 juillet 1910 à Paris (8è). Le mariage est dissous le 29 mars 1939 et il épouse en secondes noces le 20 juillet de la même année, la sculptrice Nelly Carrière (1886-1971), fille du peintre Eugène Carrière. En 1926, ils sont les parents de l'artiste peintre Jeannie Dumesnil.

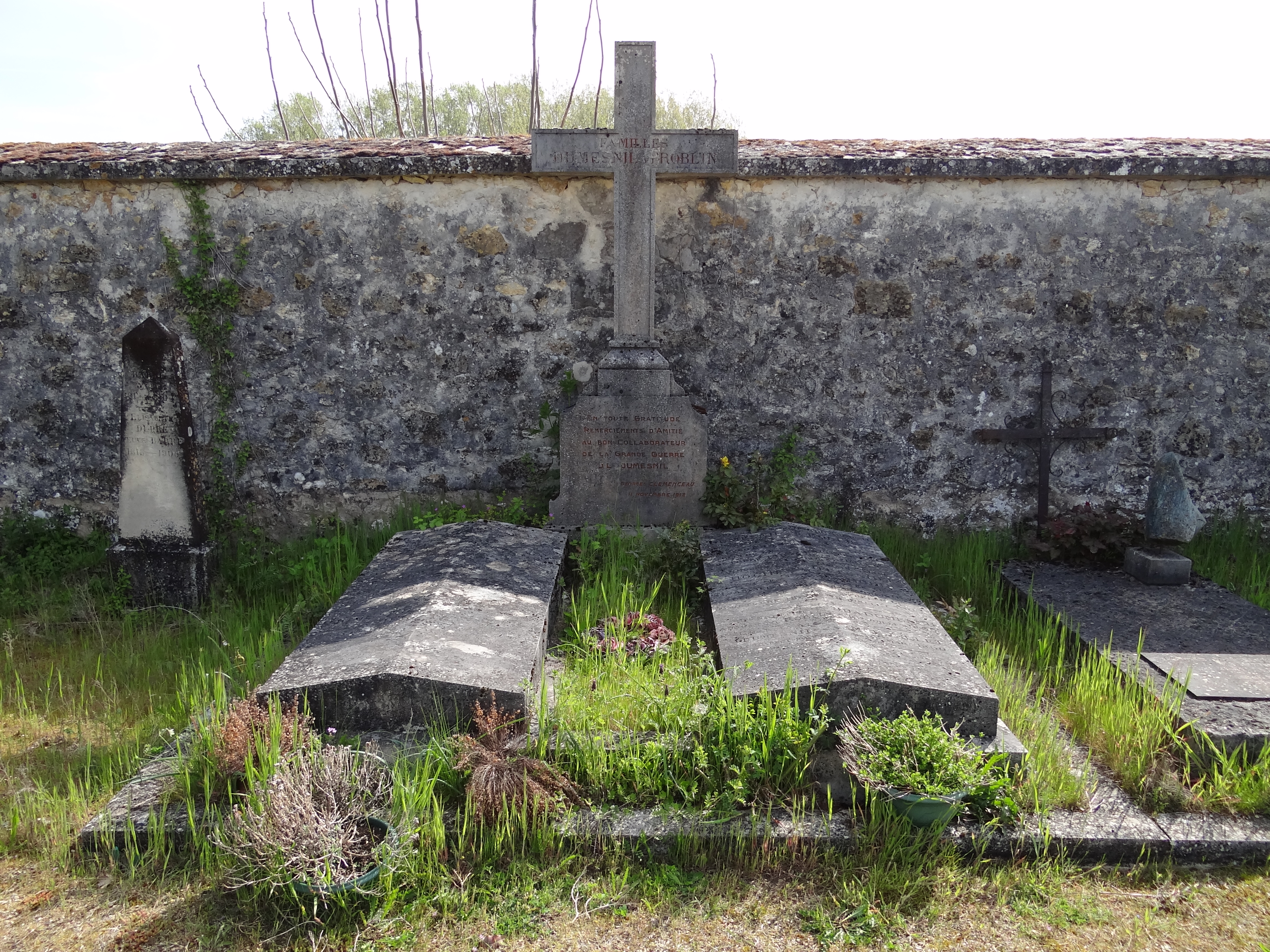
La tombe de Jacques-Louis Dumesnil au cimetière de Larchant (Seine-et-Marne).

Il meurt le 15 juin 1956 en son domicile dans le 16e arrondissement de Paris, puis est inhumé au cimetière de Larchant (Seine-et-Marne).
Ses papiers personnels sont conservés aux Archives nationales sous la cote 130AP.

## Distinctions
- Chevalier de la Légion d'honneur (1914)

## Écrits et discours
- Pour la justice fiscale : La réforme des impôts, discours prononcé aux séances de la Chambre des députés des mardi 26 et mercredi 27 janvier 1926, impr. des journaux officiels, 1926.
- Faisons le point : aux électeurs de la circonscription de Fontainebleau, impr. Hunot, 1932.
- Éloge de Viviani, discours prononcé au nom du gouvernement de la République… Alger, le 4 mai 1930, à l'inauguration du mouvement élevé à la mémoire de René Viviani.